# かふん (漫画家)
かふんは日本の漫画家、イラストレーター。主にWebを中心に執筆活動を行っている。

## 来歴
- 2008年頃よりPixivへイラストなどの投稿を始め、のちに自身のTwitterやブログ上でも漫画作品を発表する。それらがWeb上で話題となり、自伝的作品である『かふん昔ばなし』は2015年にメディアファクトリーより書籍化、同年7月20日から2016年11月9日までKADOKAWAのウェブサイト『ComicWalker』にて連載された。
- また、集英社ウェブサイト『となりのヤングジャンプ』において、2015年6月1日から2016年5月30日まで、4コマ漫画『しんそつ七不思議』を連載。

## 作品

### 連載
- 『しんそつ七不思議』 集英社『となりのヤングジャンプ』、2015年6月1日 ‐ 2016年5月30日、全3巻
- 『かふん昔ばなし』 KADOKAWA『ComicWalker』、2015年7月20日 ‐ 2016年11月9日、全3巻
- 『死神!タヒーちゃん』集英社『となりのヤングジャンプ』、2017年8月23日 - 2018年8月29日、全3巻

### 読切
- 『しんそつ七不思議』集英社『ウルトラジャンプ』、2015年12月号　『週刊ヤングジャンプ』、2016年14号、15号
- 『ひとりぐらしのやってはいけない事』KADOKAWA『月刊コミックアライブ』、2016年10月号

### 画集
- 『かふん症候群』玄光社、2023年4月24日、ISBN 9784768317617

## 人物
- 漫画などで見られる自画像は、髪の毛や衣服が描かれず彩色も白一色である。
- かなりのアレルギー体質（花粉・ハウスダスト）の持ち主で、花粉症により危うく失明しかかったこともある[1]。
- Twitterのフォロワー数は約2万6千人と多く（2015年12月末現在）、つぶやきの他にイラストなどを精力的に投稿している。また、連載作『しんそつ七不思議』においては、週刊連載でありながら第1話から第27話まで、毎週カラー扉絵を寄稿していた。